# Майбурова Катерина Вікторівна
Катерина Вікторівна Майбурова (до шлюбу Попова, 5.12.1913, м. Верхотур'є, тепер Свердловська область, РФ — 24.05.2002, м. Київ) — радянська музикознавиця, педагог. Мати Олени Зінькевич. Кандидат мистецтва (1947). Доцент (1947), в. о. професора (1969). Член Спілки композиторів України (1953).
Закінчила Свердловський музичний технікум, історико-теоретичний факультет Уральської консерваторії, аспірантуру при ній (1946, науковий керівник Михайло Друскін).
Викладачка Свердловської музичної школи (1934—1935), музичного училища (1935—1947), консерваторій — Уральської (1938—1949), Саратовської (1949—1953), Київської (1953—1977), Київського педагогічного інституту (1978—1992). Поміж учнів — кандидат мистецтва О. Коренюк, Г. Фількевич, Н. Шурова. Значну частину музикознавчого доробку присвячено українським композиторам — її сучасникам (Миколі Дремлюзі, Герману Жуковському, Віталію Кирейкові, М. Сільванському), а також російсько-українським музичним зв'язкам. Майбурова однією з перших у тодішньому СРСР звернулася до музичного краєзнавства як предмета наукового дослідження. Відіграла важливу роль в організації його Українського республіканського відділення товариства Есперанто (1980), його 1-й президент. Запровадила курси есперанто для студентів Київської консерваторії.

## Творчий доробок
- канд. дис. «Музыкальная культура дореволюционного Среднего Урала» (К., 1947);
- Музичні жанри. — К., 1959;
- Програмна музика. — К.,1960, 21966;
- Музика в боротьбі за мир. — К., 1962;
- Чайковський на Україні. — К., 1965;
- «Батьківщина» — цикл симф. поем М. Дремлюги. — К., 1966;
- Микола Дремлюга. — К., 1968;
- Віталій Кирейко. — К" 1979;
- М. Глінка. — К., 1991;
- Чайковские в Алапаевске. — Алапаевск, 2002 (у співавт. з В. Городиліною);
- Російська музична література. — К., 1961, 21971;
- Слухання музики: Метод, посібники для вчителів загальноосвітньої школи, 1—3 класи. — К., 1980; 4—5 класи — К., 1984;
- М. Глинка в критике его современников // Науч.-метод, записки Киев, консерватории. — К., 1957;
- Гордость украинского искусства //СМ. — 1957. — № 11;
- Музыкальная жизнь Екатеринбурга // Из музыкального прошлого. — М., 1960. — Вып. 1;
- Музыкальная жизнь дореволюционной Перми //Там само;
- Вокальный цикл Н. Сильванского на слова С. Есенина // Украинская советская музыка. — К., I960;
- Романси Чайковського і Рахманінова на слова Шевченка // Шевченко і музика. — К., 1966;
- Основные черты эпического жанра в опере Глинки «Руслан и Людмила» //Укр. музыкознание. — К., 1966. — Вып. 2;
- Глухівська школа півчих XVIII ст. та її роль у розвитку музичного професіоналізму на Україні та в Росії // Укр. муз-во. — К., 1971. — Вип. 6;
- Київська консерваторія за 50 років // Укр. музика. — К., 1972 (у співавт. з О. Шреєр-Ткаченко);
- Теоретик-педагог // Музика. — 1972. — № 6;
- Герман Жуковський // Там само. — 1973. — № 5;
- «Один крок до кохання» // Там само. — 1974. — № 3;
- Чайковський в Києві //Там само. — 1979. — № 4;
- З'їзд білоруських композиторів // Там само. — 1981. — № 3;
- На юбилейном вечере В. П. Рыбальченко // СМ. — 1981. — № 10;
- Взірець високого служіння мистецтву // Михайло Роменський. Спогади, матеріали. — К., 1982;
- "Есперанто означає «Той, що сподівається» // Наука і культура. Україна 1981. — К., 1982;
- Мистецтво в житті вченого (В. Вернадський і музика) // Музика. — 1983. — № 6;
- Из истории создания Свердловского музыкального училища им. П. И. Чайковского // П. И. Чайковский и Урал. — Ижевск, 1983;
- Рахманінов у Києві // Наука і культура. Україна 1983. — К., 1984. — Вип. 18;
- За покликанням — музикант // Музика. — 1985. — № 5;
- М. Глінка у Качанівці // Наука і культура. — К., 1986. — Вип. 20;
- Н. И. Сильванский // Они пишут для детей. — К., 1987;
- Прем'єри опер Чайковського на Київській сцені // Чайковський та Україна. — К., 1991;
- Музыкальное краеведение и его роль в концепции истории музыки // Музично-історичні концепції в минулому і сучасності. — Л., 1997;
- Консерваторія в евакуації // Музика. — 1999. — № 4—5;
- Чайковські в Алапаєвську // Історія музики в минулому і сучасності: Наук, вісник НМАУ. — К., 2000. — Вип. 12;
- Родовід Миколи Маркевича //Київ, муз-во. — К., 2001. — Вип. 6 (передр.: Укр. муз. архів. — К., 2003. — Вип. 3);
- Киевские премьеры опер Н. А. Римского- Корсакова (XIX —начало XX ст.) // Зі спадщини майстрів: Наук, вісник НМАУ. — К., 2003. — Вип. 30. — Кн. 1;
- Мой строгий учитель [про М. С. Друскіна] // Наук, вісник НМАУ: Історія музики: концепції, інтерпретації, документи. — К., 2005. — Вип. 45;
- The Openings of Rimsky- Korsakov's Operas in Kiev // Anton Rubinstein and Nikolaj Rimsky-Korsakov: Selected Operas. — Music-Edition Lucie Galland (Germany), 1997;
- статті й нариси у періодиці, програми для нар. ун-тів культури;
- метод, розробки, ст. в енциклопедіях, упоряд. та редагування. Лекції, радіопередачі. Літ.: Академія музичної еліти України. — К., 2004;
- Штейнпресс Б. По лёгкому пути // СМ. — 1960. — № 8;
- Шурова Н. Друкуємо спогади // Музика. — 1999. — N° 4—5.

## Джерело
Н. Костюк, А. Муха. // Українська музична енциклопедія. — К. : Ін-т мистецтвознавства, фольклористики та етнології ім. М. Т. Рильського НАН України, 2011. — Т. 3. — С.  275-276
Зінькевич О. С. Майбурова Катерина Вікторівна / О. С. Зінькевич // Науковий вісник Національної музичної академії України імені П. І. Чайковського. - 2013. - Вип. 101. - С. 441-442.